# Eurobahn ET6
De ET 6 is een vierdelig elektrisch treinstel van het type Stadler FLIRT, dat wordt ingezet voor het regionaal personenvervoer van de Duitse spoorwegonderneming eurobahn.

## Geschiedenis
De treinstellen werden in 2008 besteld voor het regionaal personenvervoer op de oost-west as van het Ruhrgebied. Sinds 22 juli 2010 worden deze treinen uitsluitend op het traject tussen Venlo en Mönchengladbach ingezet. Ook hierbij moet voor de richting Düsseldorf in Mönchengladbach worden overgestapt. ProRail heeft toestemming verstrekt voor gebruik per 12 december 2010 van het type ET7 treinen tussen Venlo en Hamm. Hierdoor hoeft in Mönchengladbach niet meer te worden overgestapt.

## Constructie en techniek
De treinstellen zijn opgebouwd uit een aluminium frame en zijn uitgerust met luchtvering. Er kunnen tot vier eenheden gekoppeld worden.

### Nummers
De treinen zijn door eurobahn als volgt genummerd:
| Lijst van de ET 6 |          |                                                 |                   |
| Nummer            | Eigenaar | UIC nummer                                      | Opmerkingen       |
| ET 6.01 ET 6.04   | Eurobahn | 94 80 04 28 125-9 D-ERB 94 80 04 28 128-3 D-ERB | met folie beplakt |

## Treindiensten
De treinen van de eurobahn worden vanaf 13 december 2009 ingezet op de volgende traject:
- RE 13: Maas-Wupper-Express, Venlo - Mönchengladbach (K) - Düsseldorf - Hagen - Hamm